# 파라스케비 치아미타
파라스케비 치아미타(그리스어: Παρασκενή Τσιαμίτα, 1972년 3월 10일 ~ )는 그리스의 육상 선수로 멀리뛰기와 세단뛰기에서 활약했다. 그녀는 1999년 세계 선수권 대회에서 15.07m를 뛰어서 우승했다. 이것은 흐리소피이 데베치가 2004년 올림픽때 15.32m를 뛸때까지 국가 기록으로 남아있었다.
치아미타는 지속적인 부상 문제로 2004년에 은퇴했다.

## 참조
- (영어) 파라스케비 치아미타 - 국제 육상 경기 연맹